# J.D. Davison
Jerdarrian Devontae "J.D." Davison, född 3 oktober 2002 i Montgomery i Alabama, är en amerikansk professionell basketspelare (PG) som spelar för Houston Rockets i National Basketball Association (NBA). Han har tidigare spelat för Boston Celtics.
Davison draftades av Boston Celtics i andra rundan i 2022 års draft som 53:e spelare totalt.
Innan han blev proffs studerade Davison på University of Alabama och spelade för deras idrottsförening Alabama Crimson Tide.